# 盖莱伊·约瑟夫
盖莱伊·约瑟夫（匈牙利語：Gelei József，1938年6月29日—），匈牙利男子足球运动员，司职守门员。他曾代表匈牙利参加1964年夏季奥林匹克运动会足球比赛，获得一枚金牌。